# Celebesia acuticerca
Celebesia acuticerca är en insektsart som beskrevs av Bolívar, C. 1917. Celebesia acuticerca ingår i släktet Celebesia och familjen gräshoppor. Inga underarter finns listade i Catalogue of Life.